# 松井宗直
松井 宗直（まつい むねなお、天文7年（1538年）- 元和2年9月19日（1616年10月29日））は戦国時代末期の武将。戦国大名今川氏の家臣。遠江松井氏の一族。惣左衛門宗保の子。今川義元・氏真に仕えたが、今川氏没落後は徳川氏に仕え旗本になった。通称は主計・與兵衛。
- 以下、特に指定ない月日は旧暦表示である。

## 概要
『寛政重修諸家譜』によれば父・宗保に同じく今川義元・氏真に仕え、今川氏没落の後には徳川家康に召し出されたという。天正13年（1585年）に真田氏の信濃上田城攻めに諸将とともに参陣、閏8月丸子河原の戦いに戦功を得た。同9月17日家康の感状を受ける。慶長5年（1600年）の関ヶ原の戦い、慶長・元和の大坂の陣にも参陣。慶長5年には上野国緑野郡（現・群馬県藤岡市）の内に650石の采地を賜った。のち、次男・宗次に200石を分知。元和2年（1616年）9月19日死去。蘆田氏（依田氏）が創建した光徳寺に葬られた。法名は源生。

## 武田家臣依田氏との関係
遠州二俣城は今川氏家臣の遠江松井氏が永正年間より代々城主を勤めたが、徳川家康に攻められ、今川軍の守将・鵜殿三郎と松井衆の松井和泉守某・松井八郎三郎某・三和藤兵衛某等は永禄11年（1568年）12月6日徳川氏に帰属したが、その一方で城主・松井宗恒を初めとする松井衆の一部には甲斐武田氏に属するものもあった。元亀3年（1572年）の武田氏の遠江侵攻で二俣城は武田信玄が手中に収め、天正元年（1573年）からは武田方の依田信守・信蕃父子が守将となった。松井宗直の先室はこの依田信守女であることから、宗直もこの時は武田氏に属していたと推定され、徳川方への復帰は丸子河原合戦の戦功以後と考えられる。

## 家族
- 先室（実名不詳）； 依田信守の女。
- 後室（実名不詳）； 大森泰頼の女。
- 忠行（ただゆき、通称は弥四郎）； 天正13年（1585年）に父とともに丸子河原の戦いに参陣し戦功を得た。某年、父に先立って死す。
- 宗次（むねつぐ、通称は助太夫）； 母は大森泰頼女。旗本松井三郎右衛門家祖、知行200石。
- 宗利（むねとし、通称は與兵衛）； 母は大森泰頼女。父の家督を継ぐ、旗本松井小兵衛家祖、知行450石。
- 女子（実名不詳）； 依田守吉（又左衛門）の室。